# Armadillidiidae
Los armadilídidos (Armadillidiidae) son una familia de crustáceos isópodos terrestres del suborden oniscidea. Sus 257 especies reconocidas son casi cosmopolitas.

## Géneros
Se reconocen los 15 siguientes:
- Alloschizidium Verhoeff, 1919 (12 especies)
- Armadillidium Brandt, 1831 (189 especies)
- Ballodillium Vandel, 1961 (1 especie)
- Cristarmadillidium Arcangeli, 1936 (2 especies)
- Cyphodillidium Verhoeff, 1939 (1 especie)
- Echinarmadillidium Verhoeff, 1901 (3 especies)
- Eleoniscus Racovitza, 1907 (1 especie)
- Eluma Budde-Lund, 1885 (3 especies)
- Estenarmadillidium Cifuentes, 2021 (1 especie)
- Paraschizidium Verhoeff, 1918 (6 especies)
- Paxodillidium Schmalfuss, 1985 (1 especie)
- Platanosphaera Strouhal, 1956 (4 especies)
- Schizidium Verhoeff, 1901 (25 especies)
- Trichodillidium Schmalfuss, 1989 (3 especies)
- Troglarmadillidium Verhoeff, 1900 (6 especies)
- Trogleluma Vandel, 1946 (2 especies)
- Typhlarmadillidium Verhoeff, 1900 (3 especies)

## Nombres comunes
- México: Cochinilla
- Uruguay: Bichito de la humedad o bicho bolita
- Argentina: Bicho bolita
- Chile, Perú: Chanchito de tierra
- España: Cochinilla de humedad o bicho bola